# Кайсборстель
Кайсборстель (нем. Kaisborstel) — община в Германии, в земле Шлезвиг-Гольштейн. 
Входит в состав района Штайнбург. Подчиняется управлению Шенефельд.  Население составляет 76 человек (на 31 декабря 2010 года). Занимает площадь 2,98 км².